# Agalliopsis tincta
Agalliopsis tincta är en insektsart som beskrevs av Paul W. Oman 1938. Agalliopsis tincta ingår i släktet Agalliopsis och familjen dvärgstritar. Inga underarter finns listade i Catalogue of Life.